# Rosalia borneensis
Rosalia borneensis är en skalbaggsart som först beskrevs av Rothschild och Jordan 1893.  Rosalia borneensis ingår i släktet Rosalia och familjen långhorningar. Inga underarter finns listade i Catalogue of Life.

## Bildgalleri

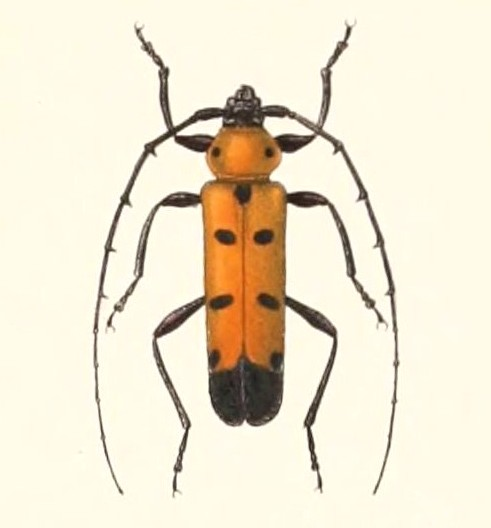